# آیزیا واشینگتن
آیزیا واشینگتن (به انگلیسی: Isaiah Washington IV) بازیگر آمریکایی و متولد ۳ اوت ۱۹۶۳ است.
وی بیشتر به خاطر حضور در سریال آناتومی گری مشهور است. او در این سریال نقش پرستون برک را ایفا کرده‌است.
او همچنین در فیلم جرم درست، آدمکش‌های هالیوود، دختر ۶، محاکمه‌های کیت مک‌کال، فصل طوفان، زندگی این دختر و سریال ۱۰۰ نفر بازی کرده‌است.